# Ehre (1917)
Ehre ist ein deutsches Stummfilmmelodram aus dem Jahre 1917 von Joe May mit seiner Gattin Mia May in der Hauptrolle.

## Handlung
Die Handlung beginnt in Chicago. Dort besitzt Ralph O’Donell einer der größten Bierbrauereien der Stadt. Für ihn arbeitet die junge Helene Berger, auf die Ralph ein Auge geworfen hat. Beide verlieben sich ineinander und heiraten schließlich. Anfänglich herrscht eitel Sonnenschein, und aus der Beziehung entstehen zwei Kinder. Als Helenes Tante, bei der sie aufgewachsen ist, in Europa stirbt, ist Mrs. O’Donell über Nacht zur Universalerbin geworden. Man reist gemeinsam nach Europa, um das Erbe in Augenschein zu nehmen. Helene hängt vor Ort wehmütigen Erinnerungen nach, während ihr Mann die Zeit nutzt, den Geschäftsfreund Zell zu besuchen. Ralph ist äußerst eifersüchtig und hat seiner Helene vor der Hochzeit die Zusage abverlangt, ihm zu versprechen, vor ihm nie einen anderen Mann geliebt zu haben. Umso entsetzter ist er Helene offensichtlich in alten Liebesbriefen stöbern zu sehen, als er überraschend früher heimkehrt. Erschrocken wirft Helene die Briefe ins offene Feuer, um ihrem Mann keinen Grund zur Eifersucht zu geben. Ein Brief fällt daneben und entgeht so den Flammen. Dieser wird von Ralph aufgehoben und gelesen. Also doch: es gab schon vor ihm einen Mann in Helenes Leben! In Ralph kocht es hoch, seine Frau hat ihn also belogen!
O’Donell berät sich mit seinem Geschäftsfreund Zell, und der rät ihm, sich mit dem bekannten Rechtsanwalt Dr. West, einem Scheidungsspezialisten, zu treffen. West meint, dass man den Absender des Briefes eruieren müsse, um ihn bei einem etwaigen Scheidungsprozess als Zeugen vor Gericht zu laden. Als der Anwalt das Schreiben liest, muss er zu seinem Schrecken erkennen, dass er dereinst selbst dieses Schreiben aufgesetzt hatte. Das antiquierte Verständnis von Ehre würde verlangen, dass sich Dr. West vor O’Donell erklärt und sich dann mit einem Revolverschuss tötet. Doch verständlicherweise verspürt der Anwalt nicht die geringste Lust, wegen so einer ollen Kamelle Selbstmord zu begehen. Während Hans West verzweifelt nach einem gehbaren Ausweg sucht, hängt daheim Helene ihren alten Erinnerungen an ihre Jugendliebe nach. Einst hatten sie sich im Blumenladen, wo sie als Verkäuferin arbeitete, kennen gelernt. Ihr beider Glück begann zu blühen, doch Hans West schrieb ihr eines Tages einen Abschiedsbrief mit dem sinngemäßen Inhalt, dass ihm derzeit seine Karriere wichtiger als eine Beziehung mit ihr sei.
Während Helene ihren tristen Erinnerungen nachhängt, kehrt Ralph zurück und erklärt, dass er die Scheidung eingereicht habe und ins Hotel ziehen werde. Alles Bitten und Betteln Helenes hilft nichts, der Hagestolz verlässt das Haus. Daraufhin fällt Helene erst einmal standesgemäß in Ohnmacht. Es ist Hans West, der sie so auffindet, weil er sich mit Helene beraten will, was nun zu tun sei. Helene verlangt von ihm, den verbliebenen Brief zu vernichten und ihrem Mann zu sagen, dass er den Absender nicht habe aufspüren können. Ralph fertigt seine einstige Liebe kühl ab und verlässt ihr Haus wieder. Bei nächsten Treffen mit seinem Mandanten erklärt West diesem, dass er selbst der Schreiber des Briefes sei, die Beziehung zwischen Helene und ihm aber niemals mehr als einen rein freundschaftlichen Charakter besessen habe. O’Donell glaubt ihm nicht und kündigt an, sich einen neuen Rechtsanwalt suchen zu wollen.
Schließlich steht die Gerichtsverhandlung an, und Helene unternimmt einen letzten Versuch zur Aussöhnung mit ihrem halsstarrigen Ehemann. Erst als sie beim Leben ihrer beider Kinder schwört, dass zwischen ihr und Dr. West niemals etwas intimes geschehen sei, ist er zur Versöhnung bereit. Sie eilt nach Hause, um sofort die Vorbereitungen für die Rückkehr nach Chicago anzugehen. Da auch Hans West eine Vorladung vor Gericht erhalten hatte, geht er nun zu Ralph und gesteht diesem, dass er doch eine Affäre mit Helene gehabt habe. Just in diesem Moment kommt Helene hinzu und gesteht nun alles. Ralph wirft sie vor die Tür, und Helene sinnt darüber, ob sie nicht ins Wasser gehen solle. Voller Zorn auf Hans West, eilt sie zu seiner Wohnung und will ihn zur Rede stellen. Als sie dort ankommt, findet sie ihren einstigen Jugendgeliebten tot vor. Wests Diener, der von einer angekündigten Geldsendung Wind bekommen hatte, hat daraufhin seinen Herrn ermordet und ihn beraubt. Helene will fliehen und wird wenig später von der Polizei, die von Wests Wirtschafterin geholt worden war, verfolgt und gestellt. Dies alles ist zu viel für die Arme, und im Gefängnis beginnt Helene dem Irrsinn zu verfallen. Schließlich wird die Unglückselige in eine Anstalt für Geisteskranke verbracht, wo sie Ralph regelmäßig besucht.

## Produktionsnotizen
Ehre besaß vier Akte und war je nach Fassung 1496 bzw. 1537 Meter lang. Der Film passierte im Juni 1917 die Filmzensur und erhielt ein Jugendverbot. Die Uraufführung fand am 17. Juni 1917 in Berlins Tauentzienpalast statt.

## Kritik
„Die Handlung dieses Films entrollt eine Tragödie, die im wahrste Sinne des Wortes von größter und nachhaltigster Wirkung auf den Zuschauer ist. (…) Neben diesem erschütternden und daher doppelt fesselnden Sujet ist auch die Durchführung zu bewundern, die von einem tiefen Kunstverständnis und völligen Aufgehen in die Intentionen des Verfassers zeigt. Dazu bedient sich der Regisseur noch der trefflichen technischen Mittel. Was aber diesen Film zu einem Meisterwerk erhebt, sind die glanzvollen schauspielerischen Leistungen, die als das Beste vom Besten zu bezeichnen sind.“